# ميشيل فريدريك
ميشيل فريدريك (بالإنجليزية: Michel Frédérick)‏ ولد بتاريخ 06 نوفمبر 1872 في زيورخ، وتوفي في 22 يونيو 1912 في نيس، كان دراج سويسري في صنف سباق الدراجات على الطريق.

## سجل النتائج

### سباقات أو مراحل فاز بها
- طواف فرنسا

## روابط خارجية
- ميشيل فريدريك على موقع أرشيف الدراجات (الإنجليزية)
- ميشيل فريدريك على موقع إحصائيات الدراجات الإحترافية (الإنجليزية)
- ميشيل فريدريك على موقع CycleBase (الإنجليزية)
- ميشيل فريدريك على موقع أوليمبيديا (الإنجليزية)